# Unforgiven (Le Sserafim)
Unforgiven è il primo album in studio della girl band sudcoreana Le Sserafim, pubblicato il 1 maggio 2023.

## Descrizione
Unforgiven consiste di 13 tracce di cui le prime sei già edite in Fearless e Antifragile. La settima traccia Burn the Bridge contiene un testo basato sugli scritti dei membri e sulle loro dichiarazioni nelle interviste, mentre Unforgiven è un brano hip hop caratterizzato da una chitarra funky suonata dal musicista americano Nile Rodgers; campiona Il buono, il brutto e il cattivo, colonna sonora dell'omonimo film. No-Return (Into the Unknown) ha un testo che esprime l'eccitazione prima di un'avventura. Eve, Psyche and the Bluebeard's Wife parla di raggiungere il prossimo livello solo rompendo dei tabù. Fearnot (Between You, Me and the Lamppost) contiene un testo scritto da tutti i membri dedicato al loro fandom, mentre Flash Forward è una traccia pop che tratta il tema del rischiare tutto senza esitazione anche se il risultato è ovvio. L'ultimo brano, Fire in the Belly, parla della passione ed ambizione nel portare a termine un'avventura.

## Tracce
1. The World Is My Oyster (2023 version) – 1:47 (Score (13), Megatone (13))
2. Fearless (2023 version) – 2:48 (Score (13), Megatone (13), Supreme Boi, Blvsh, Jaro, Nikolay Mohr, "Hitman" Bang, Oneye, Josefin Glenmark, Emmy Kasai, Kyler Niko, Pau, Destiny Rogers)
3. Blue Flame (2023 version) – 3:22 (Score (13), Megatone (13), Jonna Hall, Gayoung (PNP), Kim In-hyung, Danke (Lalala Studio), Ronnie Icon, Caroline Gustavsson, Kim Chae-won, Huh Yun-jin)
4. The Hydra – 1:44 (Score (13), Megatone (13), Hybe)
5. Antifragile – 3:04 (Score (13), Megatone (13), Paulina Cerrilla, "Hitman" Bang, Shintaro Yasuda, Supreme Boi, Isabella Lovestory, Kyler Niko, Ronnie Icon, Nathalie Boone, Danke (Lalala Studio))
6. Impurities – 3:16 (Score (13), Megatone (13), Jonna Hall, Danke (Lalala Studio), "Hitman" Bang, Huh Yun-jin, Daniel "Obi" Klein, Charli Taft, Kim Chae-ah, Maggie Szabo, Hayes Kramer, Blvsh, Jaro, Nikolay Mohr, Park Sang-yu, Cho Yoon Kyung, Lee Hyung Seok (PNP))
7. Burn The Bridges (Score (13)Megatone (13)Hybe)
8. Unforgiven (Score (13), Megatone (13), Supreme Boi, Oneye, Josefin Glenmark, Anders Gukko, Anne Judith Wik, Nermin Harambašić, Benjmn, Feli Ferraro, Kris Jana, Kyler Niko, Young Chance, Belle, Glenda Proby, Makaila J Garcia, Believve, Ennio Morricone)
9. No-Return (Into the Unknown) (Score (13), Megatone (13), "Hitman" Bang, Supreme Boi, Daniel "Obi" Klein, Charli Taft, Arineh Karimi, Cazzi Opeia, Young Chance, Shorelle)
10. Eve, Psyche and Bluebeard's Wife (Score (13), Megatone (13), "Hitman" Bang, Supreme Boi, Maia Wright, Max Thulin, Benjmn, Gusten Dahlqvist, Arineh Karimi, Huh Yun-jin, Lee Hyung-seok (PNP), Danke)
11. Fearnot (Between You, Me and the Lamppost) (Score (13), Megatone (13), Jukjae, Huh Yun-jin, "Hitman" Bang, Sakura Miyawaki, Kim Chae-won, Hong Eun-chae, Kazuha)
12. Flash Forward (Hiss Noise, Alex Karlsson, Stian N. Olsen (Blueprint), Eliza Vassilieva, "Hitman" Bang, Danke, Lee Hyung-seok (PNP))
13. Fire in the Belly (Score (13), Megatone (13), Kyler Niko, Paulina Cerilla, Supreme Boi, Anne Judith Wik, Nermin Harambašić, "Hitman" Bang)

## Formazione
- Kim Chaewon – voce, testo e musica (tracce 3, 11)
- Sakura – voce, testo e musica (traccia 11)
- Huh Yunjin – voce, testo e musica (tracce 3, 6, 10, 11), produzione (traccia 11)
- Kazuha – voce, testo e musica (traccia 11)
- Hong Eunchae – voce, testo e musica (traccia 11)

## Accoglienza
L'album ha ricevuto recensioni positive dai critici. AP News lo ha definito "un assoluto fuoco d'artificio" e "un audace inno sull'emancipazione femminile". AllMusic ha particolarmente lodato il brano Fearnot (Between You, Me and the Lamppost) per aver messo in evidenza l'armonia vocale del gruppo, mentre Riff Magazine ha fatto notare il pop sperimentale del lavoro ed è dell'opinione che il gruppo sia di esempio per la nuova generazione di artisti kpop.

## Successo commerciale
L'album è stato certificato dalla RIAJ per aver venduto più di 100.000 di copie nel territorio giapponese.
Inoltre, si è classificato al numero 6 della Billboard 200, il piazzamento più alto del gruppo nella classifica all'anno 2023.

## Classifiche
| Classifica (2023) | Posizione massima |
| ----------------- | ----------------- |
| Austria           | 43                |
| Belgio (Fiandre)  | 32                |
| Belgio (Vallonia) | 33                |
| Canada            | 63                |
| Corea del Sud     | 1                 |
| Francia           | 20                |
| Germania          | 22                |
| Giappone          | 1                 |
| Nuova Zelanda     | 28                |
| Polonia           | 72                |
| Spagna            | 70                |
| Stati Uniti       | 6                 |
| Svizzera          | 81                |
| Ungheria          | 4                 |